# Downgrading

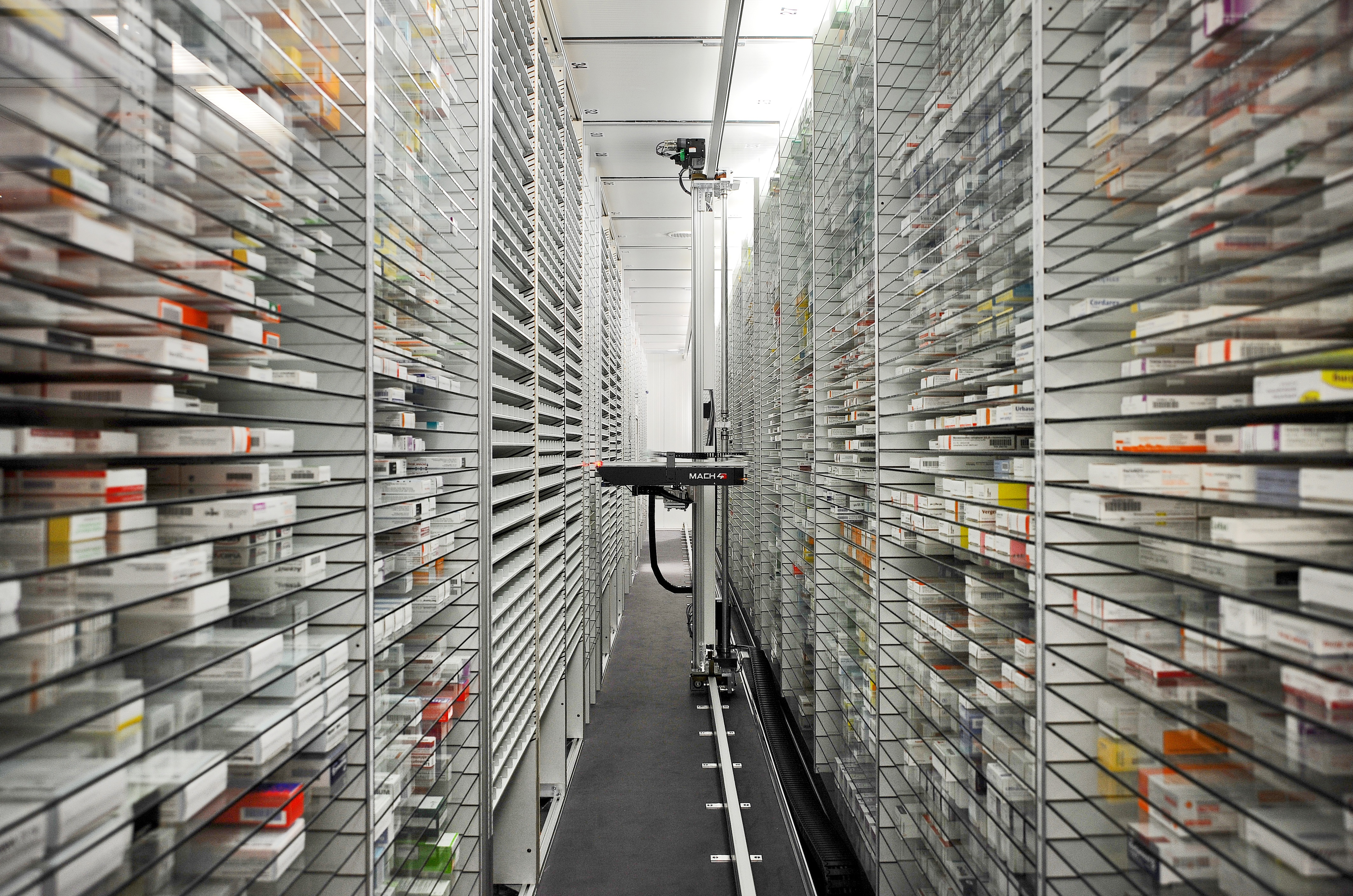
Kommissionierroboter in der Apotheke eines deutschen Krankenhauses. Pollock und Schelsky erwarteten, dass die Automatisierung Arbeitnehmer dequalifizieren werde.

Als Downgrading (englisch für „Herabstufung“, „Dequalifizierung“) wird im Jargon der Arbeitssoziologie ein Vorgehen von Arbeitgebern und anderen Institutionen bezeichnet, das darin besteht, Arbeitnehmern in großem Stile solche Aufgaben und Tätigkeiten zuzuweisen, die diese Arbeitnehmer unterfordern. Daneben kann Downgrading auch darin bestehen, dass eine Tätigkeit als weniger wichtig erklärt wird (siehe auch: Arbeitsbewertung, Stellenbewertung), was ebenfalls auf eine Abwertung der Arbeitnehmer hinausläuft, die sie ausüben.
In die deutsche Sprache gelangte der Ausdruck spätestens mit Friedrich Pollocks Studie Automation (1956), in dem es um die Frage ging, was im Zeitalter der Automatisierung aus der menschlichen Arbeitskraft wird. Wie wenig später Helmut Schelsky nahm Pollock an, dass die Automatisierung zumindest Teile der Arbeiterschaft beruflich und sozial auf ein tieferes Niveau bringen werde.
Die Gegenbegriffe lauten Upgrading und Upskilling (=Erwerb zusätzlicher bzw. Erweiterung bestehender Fähigkeiten).

## Anwendungsbeispiele für den Sprachgebrauch

### Großflächiges Downgrading als Unternehmenspraxis
Im November 2014 hatte der Arbeitgeberverband LGAD mit der Dienstleistungsgewerkschaft Verdi eine neue Entgeltstruktur für das Dienstleistungsgewerbe in Bayern ausgehandelt. Diese hob unter anderem die Ungleichbehandlung von Arbeitern und Angestellten, Frauen und Männern, Jüngeren und Älteren auf. Als die pharmazeutischen Großhändler daraufhin Definitionen bestimmter Tätigkeiten in ihrer Branche neu fassten (Kommissioniertätigkeiten und Stellen als Sachbearbeiter wurden als Tätigkeiten ohne besondere Qualifikation eingestuft) und bei einer großen Anzahl ihrer Mitarbeiter die Gehälter kürzten, deuteten Betriebsräte und Gewerkschaft dieses Vorgehen als ein massives „Downgrading“.

### Unangemessene Beschäftigung von Akademikern
Von „Downgrading“ ist gelegentlich auch dann die Rede, wenn Akademiker – insbesondere Geistes-, Sozial- und Erziehungswissenschaftler – unter dem von ihnen angestrebten Niveau beschäftigt werden (Überqualifizierung). Nach einer Studie des Hamburger Instituts für Sozialforschung im Jahre 2007 empfanden in Deutschland zwei Drittel der befragten Absolventen von Magisterstudiengängen 1½ Jahre nach ihrem Berufseinstieg ihre Position als nicht adäquat.

## Weitere Bedeutungen
In jüngerer Zeit werden die Ausdrücke Downgrading und Downshifting auch für einen Schritt nach unten auf der Karriereleiter verwendet, den Berufstätige aus eigenem Antrieb tun, z. B. um eine Beförderung zu korrigieren, die ihnen Nachteile gebracht hat, oder um Lebensqualität zu gewinnen.
Pressesprachlich und im modernen Wirtschaftsjargon wird der Ausdruck auch einfach als Synonym für „Herabstufung“ verwendet; er erscheint dann in den unterschiedlichsten Zusammenhängen.
Im IT-Bereich gibt es den Terminus Downgrade für das Ersetzen einer Software durch eine ältere Version derselben.